# Zerstörergeschwader 143
Das Zerstörergeschwader 143 war ein Verband der Luftwaffe der Wehrmacht vor dem Zweiten Weltkrieg.

## Aufstellung
Die I. Gruppe des Zerstörergeschwaders 143 bildete sich im Rahmen der Aufrüstung der Luftwaffe am 1. Januar 1939 durch Umbenennung der I. Gruppe des Jagdgeschwaders 143 in Illesheim (Lage). Ein Geschwaderstab oder weitere Gruppen existierten nicht. Die I. Gruppe war anfangs mit der Arado Ar 68E und anschließend mit der Messerschmitt Bf 109D ausgestattet.

## Geschichte
Da die I. Gruppe nicht die für ein Zerstörergeschwader vorgesehene zweimotorige Messerschmitt Bf 110 erhalten hatte, übte sie mit der vorhandenen einmotorigen Arado Ar 68E und später mit der Messerschmitt Bf 109. Das Geschwader war am 1. Februar 1939 der 5. Fliegerdivision der Luftflotte 3 unterstellt. Am 1. Mai 1939 trat das neue Benennungsschema der Luftwaffe in Kraft. Aufgrund dessen firmierte die I. Gruppe in die I. Gruppe des Zerstörergeschwaders 52 um. Damit hatte das Geschwader aufgehört zu bestehen.

## Gruppenkommandeure
I. Gruppe
- Hauptmann Wilhelm Lessmann, 1. Januar 1939 bis 1. Mai 1939[2]